# Секретные материалы (сезон 4)
Четвертый сезон сериала «Секретные материалы» в США выходил на телеканале FOX с 4 октября 1996 года по 18 мая 1997 года, насчитывая 24 эпизода.

## В ролях

### Главные актёры
- Дэвид Духовны — Фокс Малдер
- Джиллиан Андерсон — Дана Скалли

### Также снимались
- Митч Пиледжи — помощник директора Уолтер Скиннер
- Уильям Б. Дэвис — Курильщик

### Приглашённые актёры
- Лори Холден — Марита Коваррубиас
- Брендан Бисер — Агент Пендрелл
- Том Брэйдвуд — Мелвин Фрохике
- Ребекка Тулан — Тина Малдер
- Дон С. Уильямс — "Старший"
- Дин Элсворт — Молодой Билл Малдер
- Скотт Беллис — Макс Фениг
- Брюс Харвуд — Джон Фицджеральд Байерс
- Дин Хэглунд — Ричард Лэнгли
- Шейла Ларкен — Маргарет Скалли
- Николас Лиа — Алекс Крайчек
- Грег Майклс — "Скотт Гарретт"
- Джон Невилл — "Наманикюренный"
- Крис Оуэнс — Молодой Курильщик
- Моррис Паныч — "Седовласый"
- Чарльз Чиоффи — Скотт Блевинс
- Джон Финн — Майкл Кричго
- Джерри Хардин — "Глубокая Глотка"
- Стив Макадж — Скотт Остельхофф
- Джон Мур — Третий
- Пэт Скиппер — Билл Скалли
- Рой Тиннс — Джереми Смит
- Брайан Томпсон — Инопланетный Охотник
- Арни Уолтерс — Отец Маккью
- Стивен Уильямс — Икс

## Список эпизодов
Знаком ‡ выделены эпизоды, относящиеся к т. н. «мифологии» сериала (его основной сюжетной линии).
| № общий | № в сезоне | Название                                                 | Режиссёр         | Автор сценария                                                 | Дата премьеры   | Произв. код | Зрители в США (млн) |
| --- | ---------- | -------------------------------------------------------- | ---------------- | -------------------------------------------------------------- | --------------- | ----------- | ------------------- |
| 74 | 1          | «Раса господ»‡ «Herrenvolk»                              | Р. В. Гудвин     | Крис Картер                                                    | 4 октября 1996  | 4X01        | 21.11               |
| Скрываясь от Инопланетного Охотника, агент Малдер и Джереми Смит едут в затерянное в Канаде пчеловодческое хозяйство, на котором клоны-гибриды занимаются выращиванием пчел-разносчиков инопланетного вируса. |            |                                                          |                  |                                                                |                 |             |                     |
| 75 | 2          | «Дом» «Home»                                             | Ким Мэннэрс      | Глен Морган и Джеймс Вонг                                      | 11 октября 1996 | 4X03        | 18.85               |
| На окраине тихого городка Хоум, штат Пенсильвания, случайно найдено свежее захоронение новорожденного младенца с многочисленными генетическими дефектами. Приехавшие разбираться в страшной находке агенты Малдер и Скалли подозревают в содеянном троих братьев Пикок, живущих в доме на отшибе. |            |                                                          |                  |                                                                |                 |             |                     |
| 76 | 3          | «Телико» «Teliko»                                        | Джеймс Чарльзтон | Говард Гордон                                                  | 18 октября 1996 | 4X04        | 18.01               |
| Малдер и Скалли расследуют странные исчезновения и убийства чернокожих жителей Филадельфии. Найденные тела жертв полностью лишены пигмента, окрашивающего их кожу в темный цвет. Агенты ФБР устанавливают связь между убийствами и международным авиарейсом в США из Буркина-Фасо, на борту которого произошло схожее событие.                                                                              |            |                                                          |                  |                                                                |                 |             |                     |
| 77 | 4          | «Беспокойство» «Unruhe»                                  | Роб Боумен       | Винс Гиллиган                                                  | 27 октября 1996 | 4X02        | 19.10               |
| Малдер и Скалли расследуют убийство молодого человека и похищение его подруги в Траверс-Сити, штат Мичиган. Странность преступления состоит в том, что на месте преступления обнаружены полароидные фотографии с запечатленными на них мыслями преступника. |            |                                                          |                  |                                                                |                 |             |                     |
| 78 | 5          | «Поле, где я умер» «The Field Where I Died»              | Роб Боумен       | Глен Морган и Джеймс Вонг                                      | 3 ноября 1996   | 4X05        | 19.85               |
| Агенты ФБР пытаются предотвратить массовое самоубийство членов секты Церкви Семи Звезд в Эписоне, штат Теннесси. Основным источником информации в ходе расследования становится одна из жен лидера секты, страдающая синдромом "множественной личности". Во время сеанса регрессивного гипноза Малдер узнает события из своей прошлой жизни времен Гражданской войны в США.                                 |            |                                                          |                  |                                                                |                 |             |                     |
| 79 | 6          | «Кровожадный» «Sanguinarium»                             | Ким Мэннэрс      | Валери Мейхью и Вивиан Мейхью                                  | 10 ноября 1996  | 4X06        | 18.85               |
| Малдер и Скалли ведут расследование серии убийств в чикагской клинике пластической хирургии, совершенных врачами во время операций в измененном состоянии сознания. Малдер подозревает причастность к содеянному некоего сатанинского культа. |            |                                                          |                  |                                                                |                 |             |                     |
| 80 | 7          | «Мечты Курильщика»‡ «Musings of a Cigarette Smoking Man» | Джеймс Вонг      | Глен Морган                                                    | 17 ноября 1996  | 4X07        | 17.09               |
| Один из "Одиноких стрелков" — Мелвин Фрохики, рассказывает агенту Малдеру добытые им факты из биографии Курильщика, приоткрывающие завесу тайны над заклятым врагом "Секретных материалов". |            |                                                          |                  |                                                                |                 |             |                     |
| 81 | 8          | «Тунгуска»‡ «Tunguska»                                   | Ким Мэннэрс      | Фрэнк Спотниц и Крис Картер                                    | 24 ноября 1996  | 4X09        | 18.85               |
| Агент Малдер вместе со своим заклятым врагом Крайчеком отправляется в Россию, в Красноярский край, к месту падения тунгусского метеорита, чтобы найти истоки появления "черного масла". Пока Малдер сталкивается с суровой сибирской реальностью, агент Скалли предстает перед членами Сената, требующими информации о местонахождении агента Малдера.                                                      |            |                                                          |                  |                                                                |                 |             |                     |
| 82 | 9          | «Терма»‡ «Terma»                                         | Роб Боумен       | Фрэнк Спотниц и Крис Картер                                    | 1 декабря 1996  | 4X10        | 17.34               |
| Агент Малдер сбегает из секретного тунгусского лагеря, в котором российские спецслужбы ставят опыты с "черным маслом" над заключенными. В это же время в США прибывает бывший агент КГБ Василий Песков с целью зачистить следы пребывания "черного масла" на территории Соединенных Штатов. |            |                                                          |                  |                                                                |                 |             |                     |
| 83 | 10         | «Бумажные сердечки» «Paper Hearts»                       | Роб Боумен       | Винс Гиллиган                                                  | 15 декабря 1996 | 4X08        | 16.59               |
| Провидческие сны приводят Малдера к возобновлению его старого дела о "бумажных сердечках" — расследованию серийных убийств маленьких девочек, с одежды которых маньяк вырезал "трофеи" в форме сердечек. Отбывающий пожизненное заключение маньяк Джон Ли Рош вступает с Малдером в психологическую игру, намекая тому на то, что среди жертв была и сестра Фокса — Саманта Малдер.                         |            |                                                          |                  |                                                                |                 |             |                     |
| 84 | 11         | «Мир вращается» «El Mundo Gira»                          | Такер Гейтс      | Джон Шибан                                                     | 12 января 1997  | 4X11        | 22.37               |
| Малдер и Скалли расследуют убийство мексиканской девушки в калифорнийском лагере нелегальных мигрантов. Суеверные мексиканцы обвиняют в произошедшем Чупакабру — чудовищного вампира из народных легенд, однако агенты ФБР приходят к выводу, что виноват чрезвычайно смертельный грибок, возможно, внеземного происхождения.                                                                               |            |                                                          |                  |                                                                |                 |             |                     |
| 85 | 12         | «Леонард Беттс» «Leonard Betts»                          | Ким Мэннэрс      | Винс Гиллиган, Джон Шибан и Фрэнк Спотниц                      | 26 января 1997  | 4X14        | 29.15               |
| Скалли и Малдер идут по следу санитара-мутанта, обладающего невероятной способностью к регенерации частей тела и питающегося зараженными раковыми клетками органами. В ходе расследования Скалли выясняет, что больна раком. |            |                                                          |                  |                                                                |                 |             |                     |
| 86 | 13         | «Больше никогда» «Never Again»                           | Роб Боумен       | Глен Морган и Джеймс Вонг                                      | 2 февраля 1997  | 4X13        | 21.36               |
| Агент Скалли отправляется в Филадельфию для слежки за членом русской мафии Пудовкиным. В местном тату-салоне она случайно знакомится с Эдом Джерсом. Между Даной и Эдом возникают романтические чувства. Но разумом Эда овладела татуировка в виде женщины на его руке, которая ревниво относится к новым отношениям своего носителя.                                                                       |            |                                                          |                  |                                                                |                 |             |                     |
| 87 | 14         | «Помни о смерти»‡ «Memento Mori»                         | Роб Боумен       | Крис Картер, Винс Гиллиган, Джон Шибан и Фрэнк Спотниц         | 9 февраля 1997  | 4X15        | 19.10               |
| Агент Малдер пытается восстановить цепочку событий во время похищения Скалли пришельцами, приведшего, по его мнению, к тому, что его напарница оказалась больна раком. Следы приводят его к закрытой правительственной клинике, в которой проводятся секретные эксперименты с яйцеклетками похищенных женщин.                                                                                               |            |                                                          |                  |                                                                |                 |             |                     |
| 88 | 15         | «Каддиш» «Kaddish»                                       | Ким Мэннэрс      | Говард Гордон                                                  | 16 февраля 1997 | 4X12        | 16.56               |
| Агенты ФБР расследуют гибель молодого неонациста в Бруклине, на теле которого обнаружены отпечатки пальцев убитого незадолго перед этим еврея Исаака Лурье. Малдер считает, что в деле замешан голем — дух мщения из древних иудейских легенд. |            |                                                          |                  |                                                                |                 |             |                     |
| 89 | 16         | «Неотмщённый» «Unrequited»                               | Майкл Лэнг       | Сюжет: Говард Гордон Телесценарий: Говард Гордон и Крис Картер | 23 февраля 1997 | 4X16        | 16.56               |
| В ходе расследования череды убийств высокопоставленных американских военных агенты Малдер и Скалли выясняют, что имеют дело с одержимым жаждой мести солдатом — Натаниэлем Тигером. Брошенный генералами во вьетнамском плену на долгие годы, Тигер овладел уникальным приемом — исчезать прямо на глазах.                                                                                                  |            |                                                          |                  |                                                                |                 |             |                     |
| 90 | 17         | «Время летит»‡ «Tempus Fugit»                            | Роб Боумен       | Крис Картер и Фрэнк Спотниц                                    | 16 марта 1997   | 4X17        | 18.85               |
| ФБР расследует крушение гражданского авиалайнера в окрестностях Нью-Йорка. На борту погибшего самолета находился знакомый агента Малдера — уфолог Макс Фенниг, который перевозил нечто, что должно было пролить свет на загадку летающих тарелок. Малдер считает, что в катастрофе виновен НЛО. |            |                                                          |                  |                                                                |                 |             |                     |
| 91 | 18         | «Макс»‡ «Max»                                            | Ким Мэннэрс      | Крис Картер и Фрэнк Спотниц                                    | 23 марта 1997   | 4X18        | 18.34               |
| Агенты Малдер и Скалли пытаются выяснить правду о разбившемся под Нью-Йорком самолете у авиадиспетчера, за которым ведут охоту спецслужбы, желающие замести следы своей причастности к катастрофе. |            |                                                          |                  |                                                                |                 |             |                     |
| 92 | 19         | «Синхронность» «Synchrony»                               | Джеймс Чарльзтон | Говард Гордон и Дэвид Гринуолт                                 | 13 апреля 1997  | 4X19        | 18.09               |
| Скалли и Малдер расследуют гибель ученого-криобиолога под колесами автобуса в Кембридже, штат Массачусетс. Перед своей гибелью учёный работал над созданием уникального замораживающего вещества, и его смерть может оказаться далеко не случайной. |            |                                                          |                  |                                                                |                 |             |                     |
| 93 | 20         | «Мелкий картофель» «Small Potatoes»                      | Клифф Боул       | Винс Гиллиган                                                  | 20 апреля 1997  | 4X20        | 20.86               |
| В Мартинсбурге, штат Западная Виргиния, в разных семьях неожиданно рождаются дети с хвостами. Скалли и Малдер выясняют, что у всех этих детей один генетический отец, передавший им этот атавизм. Однако все роженицы клянутся мужьям в супружеской верности и винят во всем местного врача-гинеколога. |            |                                                          |                  |                                                                |                 |             |                     |
| 94 | 21         | «Нулевой итог»‡ «Zero Sum»                               | Ким Мэннэрс      | Говард Гордон и Фрэнк Спотниц                                  | 27 апреля 1997  | 4X21        | 18.60               |
| Вынужденный пойти на сделку с Курильщиком, заместитель директора ФБР Уолтер Скиннер тщательно заметает следы недавнего происшествия в супермаркете города Виенна, штат Виргиния, где продавщица погибла от многочисленных пчелиных укусов. Агент Малдер считает, что случившееся связано с секретными экспериментами правительства, не подозревая, что следствие запутано его непосредственным начальником. |            |                                                          |                  |                                                                |                 |             |                     |
| 95 | 22         | «Элегия» «Elegy»                                         | Джеймс Чарльзтон | Джон Шибан                                                     | 4 мая 1997      | 4X22        | 17.10               |
| Агенты Малдер и Скалли расследуют серийные убийства в Вашингтоне. Неожиданно главным фигурантом громкого дела становится сотрудник боулинг-клуба, мужчина с аутизмом — Гарольд Спаллер. |            |                                                          |                  |                                                                |                 |             |                     |
| 96 | 23         | «Демоны»‡ «Demons»                                       | Ким Мэннэрс      | Р. В. Гудвин                                                   | 11 мая 1997     | 4X23        | 19.10               |
| Агент Малдер просыпается, ничего не помня, в дешевом мотеле в Провиденсе, Род-Айленд, испачканный в чужой крови. Вместе со Скалли он пытается разобраться, что произошло, и вскоре оказывается главным подозреваемым в деле об убийстве пожилой семейной пары. |            |                                                          |                  |                                                                |                 |             |                     |
| 97 | 24         | «Гефсиманский сад»‡ «Gethsemane»                         | Р. В. Гудвин     | Крис Картер                                                    | 18 мая 1997     | 4X24        | 19.85               |
| Группа геодезистов обнаруживает в древнем леднике в канадской провинции Юкон замороженное тело инопланетянина. Малдер отправляется к леднику для получения неоспоримого доказательства существования внеземной жизни. Между тем болезнь Скалли прогрессирует, и она попадает в больницу. |            |                                                          |                  |                                                                |                 |             |                     |